# سیارک ۲۴۴۳۸
سیارک ۲۴۴۳۸ (به انگلیسی: 24438 Michaeloy، نامگذاری:2000EV94) بیست و چهار هزار و چهارصد و سی و هشتمین سیارک کشف شده‌است که در ۹ مارس ۲۰۰۰ کشف شد.
قدر مطلق سیارک برابر ۱۳.۵ است.